# 박재홍 (1978년)
박재홍(朴載弘, 1978년 11월 10일 ~ )은 대한민국의 전 축구 선수이자 현 축구 지도자로 포지션은 수비수였으며 현재 클란탄 다룰 나임 FC 감독직을 맡고 있다.

## 개요
서울특별시 출생으로 정명고등학교, 명지대학교를 졸업하였다. 큰 키와 듬직한 체구에서 나오는 파워가 좋아 미국 유명 영화의 주인공인 '람보(Rambo)'라는 별명을 얻었다.

## 클럽 경력
2000년 대한축구협회의 주도하에 국내 유망주들의 해외 이적이 진행되었고, 이 과정에서 박재홍은은 벨기에 주필러 리그의 로열 앤트워프 FC로의 입단 계약을 추진했으나, 구단의 재정 문제로 인하여 성사되지 않았다.
2001년 상무에 입대해 군복무를 마쳤다. 2003년 전북 현대 모터스에 입단해 프로 생활을 시작하였고, 그 해 FA컵 우승에 공헌하였다. 2005년 김정겸과의 맞트레이드로 전남 드래곤즈로 이적하여, 2006년 FA컵 우승에 공헌하였다. 2007년 루마니아 리가 I 2부의 우니베르시타테아 클루지로 이적하여 팀의 2부 리그 우승과 1부 리그로의 승격에 공헌하지만, 2008년 국내로 복귀하게 되었다. 2008년 K-리그의 경남 FC로 이적하여, 그 해 FA컵 준우승에 공헌하였다.
2010년, 중국 슈퍼리그 장쑤 슌톈로 이적하여 2010 시즌 동안 뛰었다. 1년만인 2011년 1월 12일 경남 FC가 다시 박재홍의 영입을 발표하였다.

## 국가대표 경력
2000년 4월 5일, 2000년 AFC 아시안컵 예선에서 라오스와의 경기로 A매치 데뷔전을 치렀고, 2004년 AFC 아시안컵에서 뛰었다.

## 그 외
2005년에는 코뼈가 부러지는 부상을 당하자, 김태영에게 2002년 FIFA 월드컵에서 착용했던 안면 보호용 마스크를 빌려 쓰고 출전을 강행하는 투혼을 보여주기도 하였다.

## 경력

### 선수 경력
- 2001년 ~ 2002년  상무 축구단 (군 복무)
- 2003년 ~ 2004년  전북 현대 모터스
- 2005년 ~ 2006년  전남 드래곤즈
- 2007년  FC 우니베르시타테아 클루지
- 2008년 ~ 2009년  경남 FC
- 2010년  장쑤 슌톈
- 2011년  경남 FC
- 2012년  폴리스 유나이티드
- 2013년  경남 FC

### 국가 대표 경력
- 2000년 AFC 아시안컵 대표
- 2004년 AFC 아시안컵 대표

## 우승 기록

### 클럽

#### 전북 현대 모터스
- FA컵: 2003
- 대한민국 슈퍼컵: 2004

#### 전남 드래곤즈
- FA컵: 2006

#### 우니베르시타테아 클루지
- 리가 I: 2006-2007

#### 경남 FC
- FA컵: 2008

## 방송
- JTBC 《뭉쳐야 찬다》 (2020년)
- tvN 《전설이 떴다 군대스리가》 (2022년)